# Skövde skjutfält
Skövde skjutfält är ett militärt övnings- och skjutfält som ligger utanför Skövde med en mindre del i Falköpings kommun.

## Historik
Skjutfältet kom till 1942 i samband med att infanteriregementet Skaraborgs regemente (I 9) omorganiserades till pansarregementet Skaraborgs regemente (P 4). I direkt anslutning till kasern- och motorområden vid Skövde garnison, sydost om centrala Skövde, ligger Skövde övningsfält. Söder därom ligger Skövde skjutfält, där en liten del av skjutfältet ligger i Falköpings kommun. I samband med Riksväg 26 ombyggnad söder om Skövde, anlades 2005 Skultorpstunneln, även kallad Pansartunneln. Tunneln invigdes 2006 och är en 312 m lång tunnel med två körfält i vardera riktning som passerar under skjutfältet.

## Geografi
Övningsfältet har en öppen karaktär, medan skjutfältet utgörs till större del av skogklädd mark. På övningsfältet finns några mindre områden med parkartad karaktär. Ett kring Klagstorps herrgård som är skyddat som statligt byggnadsminne och ett kring Gamla Kyrketorps kyrka. Skövde övnings- och skjutfält har tre Natura 2000-områden. Området utmed Källedalsbäcken utgörs av en bäckravin med naturskogsartad lövsumpskog. Där finns grova träd och mycket död ved, med bland annat en mycket rik vedsvampflora exempelvis en rödlistad art, stor aspticka. I området finns även en rödlistad fågelart, kungsfiskare. Vattenmiljön är relativt orörd och i bottenfaunan finns ett par mycket sällsynta sländearter. Engelska parken är en igenvuxen före detta park, som numera utgörs av en ekhage. Den innehåller många gamla, stora ekar med sällsynt svamp- och lavflora med hotade arter. Längs Tovatorpsbäcken finns raviner med alsumpskogar och artrika granskogar. I den västra delen finns rester av hagmarker med många äldre ädellövträd med rik moss- och lav-flora. Svampfloran i området är rik.